# Menażeria Jardin des Plantes
Menażeria Jardin des Plantes (fr. Ménagerie du Jardin des Plantes) – ogród zoologiczny położony w 5. dzielnicy Paryża. Drugi pod względem wieku najstarszy ogród zoologiczny na świecie po wiedeńskim Tiergarten Schönbrunn. Organizacyjnie placówka podlega pod Muzeum Historii Naturalnej.

## Historia

Plan Jardin des Plantes

Menażeria powstała w 1793 roku jako część ogrodu botanicznego. W czasie rewolucji francuskiej na wniosek uczonych przyrodników do Jardin des Plantes przeniesiono zwierzyniec Ludwika XVI, znajdujący się w Wersalu i oddano go użytku publiczności. W placówce odkryto zebrę Grevy`ego, nazwaną tak na cześć ówczesnego prezydenta Francji. 
Z placówką związany był m.in. pisarz i przyrodnik Jacques-Henri Bernardin de Saint-Pierre, zoolog Georges Cuvier, Étienne Geoffroy Saint-Hilaire oraz Isidore Geoffroy Saint-Hilaire. 
Plenery oraz prezentowane zwierzęta w Jardin des Plantes przyciągały licznych malarzy (Eugène Delacroix, Francisco Goya), rzeźbiarzy (Antoine-Louis Barye) oraz rysowników.  
Współcześnie w ogrodzie prezentowane są m.in. orangutany, pandy małe, konie Przewalskiego, takiny a także szereg gatunków płazów i gadów w herpetarium.